# Airspeed Ambassador
L'Airspeed AS.57 Ambassador era un aereo di linea bimotore a pistoni e ad ala alta, realizzato nel 1947 dalla britannica Airspeed Ltd e prodotto in un numero limitato di esemplari negli anni cinquanta.

## Storia
L'Ambassador ha la sua origine a seguito di una specifica richiesta del 1943 da parte del Brabazon Committee circa la fornitura di un bimotore di linea a corto e medio raggio per sostituire gli ormai superati Douglas DC-3. All'Airspeed è stato chiesto di preparare un progetto di un velivolo dalla fusoliera non pressurizzata che rientrasse nella classe delle 14,5 tonnellate di peso lordo e che utilizzasse due motori radiali Bristol Hercules. Successivamente al termine della seconda guerra mondiale, il Minister of Aircraft Production (Ministero delle produzioni aeronautiche britannico) richiese 2 prototipi per le valutazioni ma intanto lo sviluppo che seguì alla prima stesura del progetto assunse delle dimensioni notevoli. L'Ambassador aveva acquisito una fusoliera totalmente pressurizzata, raggiungendo il peso lordo di circa 24 tonnellate, e dovendosi dotare di un motore più prestazionale si scelse di equipaggiarlo con i più potenti Bristol Centaurus.
Il suo aspetto, grazie anche ad un carrello d'atterraggio triciclo anteriore ed allo spazio per 47 posti a sedere per i passeggeri, risultava ben più moderno dei concorrenti DC-3, Curtiss C-46 Commando, Avro Lancastrian e Vickers Vikings, velivoli che già stavano equipaggiando le compagnie aeree europee per le rotte a breve raggio. Inoltre l'adozione dell'imponente piano di coda con impennaggio a tre derive davano all'Ambassador un notevole impatto visivo simile a quello del transatlantico Lockheed Constellation con cui condivideva l'aspetto posteriore.
Vennero allora realizzati tre prototipi, il primo dei quali venne portato in volo per la prima volta il 10 luglio 1947 al comandi del Maggiore G.B.S. Errington, già pilota collaudatore del celebre Supermarine Spitfire.
La compagnia aerea British European Airways nel 1948 fece un ordine di 20 apparecchi per una spesa totale ammontante a 3 milioni di sterline, che soprannominati "Elizabethans" in onore della neoincoronata regina Elisabetta II entrarono in servizio operando sino al 1958.
L'Ambassador ha inoltre contribuito allo sviluppo della Dan-Air, un'importante compagnia aerea turistica specializzata in viaggi organizzati.
La sua popolarità venne però ben presto oscurata dall'arrivo dei turboelica quali il Vickers Viscount e, qualche anno più tardi, il Lockheed Electra, caratterizzati da motori dalla maggiore affidabilità e potenza che garantivano ai nuovi concorrenti, a parità di distanza, voli più brevi. La nuova disponibilità sul mercato prima dei turboelica e successivamente dei primi de Havilland DH.106 Comet con motori a reazione determinarono la sua sostituzione, anche dovuta alla pubblicità negativa dovuta al coinvolgimento dell'Ambassador in due gravi incidenti aerei. Nonostante questo, prima dell'avvento dei motori turboelica e dei motori jet, l'Ambassador era molto apprezzato per i bassi costi di esercizio e perché non richiedeva eccessiva manutenzione. Era un aereo a decollo corto e con prestazioni superiori alla media, che lo resero uno degli aerei più sicuri e amati della sua epoca.

## Versioni
- AS.57 Ambassador 1: prototipo dotato di motori Bristol Centaurus, costruito in 2 esemplari
- AS.57 Ambassador 2: versione di serie, prodotta in 21 esemplari

### Varianti previste
AS.59 Ambassador II
sviluppo previsto per una variante bimotore, equipaggiata con una coppia di Bristol Proteus o Bristol Theseus, o quadrimotore equipaggiata con quattro Napier Naiad o Rolls-Royce Dart.
AS.60 Ayrshire
variante da trasporto militare proposta alla Air Ministry Specification C.13/45, non costruita.
AS.64
variante da trasporto militare destinata alla Royal Air Force proposta alla Air Ministry Specification C.26/43, non costruita.
AS.66
proposta di variante da trasporto civile.
AS.67
proposta di variante da trasporto civile.

## Incidenti
Sono due gli Ambassador coinvolti in incidenti aerei:
- Disastro aereo di Monaco di Baviera: il 6 febbraio 1958 l'Ambassador della British European Airways, volo 609, si schiantò al suo terzo tentativo di decollo da una pista ricoperta di neve sciolta all'aeroporto di Monaco-Riem di Monaco di Baviera, nell'allora Germania Ovest. Essendo a bordo dell'aereo la squadra di calcio del Manchester Utd insieme ad alcuni sostenitori e giornalisti, l'incidente assunse un ancor maggior impatto mediatico. Nell'incidente perirono 23 dei 44 passeggeri.
- Il 3 luglio 1968 l'Ambassador, marche G-AMAD, che operava con la compagnia BKS Air Transport in un servizio di trasporto di cavalli, si schiantò in fase di atterraggio sulla pista dell'aeroporto di Londra-Heathrow, documentato dalle telecamere della BBC. Nella fase di approccio alla pista, il velivolo, a causa di un malfunzionamento di un attuatore di un flap, ebbe una scivolata d'ala non prevista contattando il terreno erboso e virando inaspettatamente verso sinistra verso le strutture dell'aerostazione. Al termine della manovra andò ad impattare due Hawker Siddeley Trident della British European Airways in parcheggio, incendiandosi e fermandosi contro il piano terra del terminal. Nell'incidente morirono sei persone (tre membri dell'equipaggio e tre stallieri) oltre a tutti gli otto cavalli da corsa che erano trasportati; i due scudieri superstiti riportarono gravi ferite insieme a due persone a terra. In seguito all'indagine per determinarne la causa, tutti gli aeromobili dello stesso tipo vennero sottoposti ad un rinforzo nel blocco flaps, così da evitare altri drammatici incidenti dello stesso tipo.[4]

## Utilizzatori

### Civili

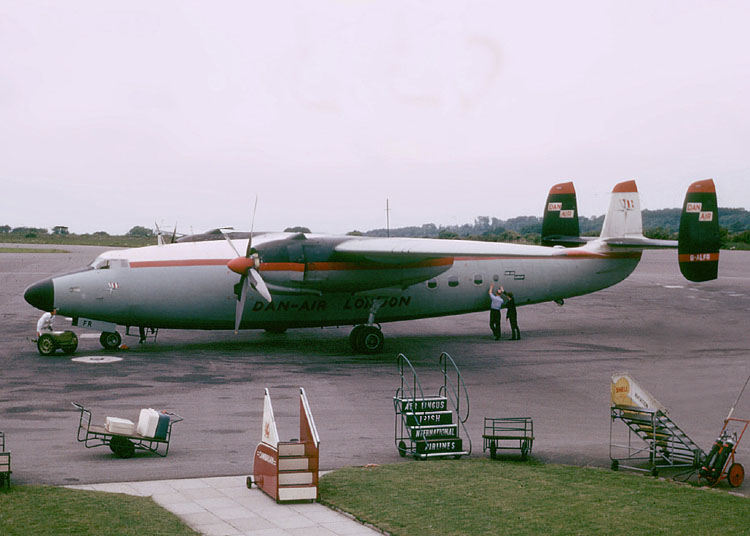
Un Ambassador al Bristol Airport nel 1965.

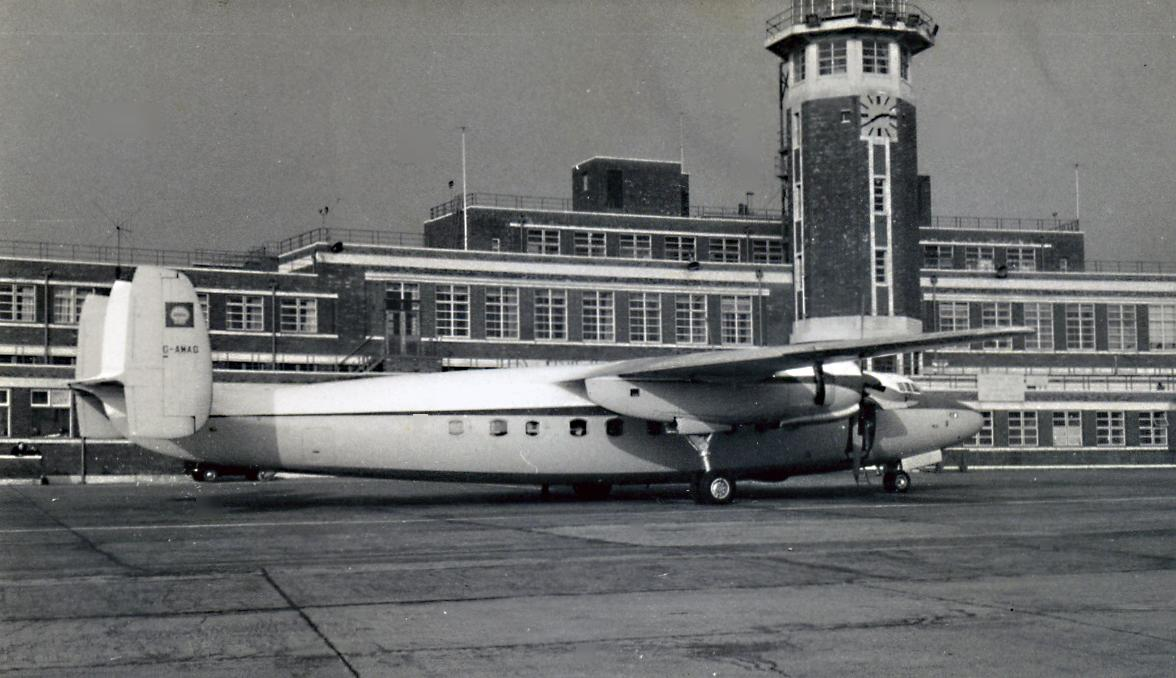
Un Ambassador della Shell Aviation Limited a Liverpool (1961).

Australia
- Butler Air Transport

 Norvegia
- NorrØnafly

 Nuova Zelanda
- South Seas Airways

 Regno Unito
- Autair International Airways
- BKS Air Transport
- British European Airways
- Dan Air
- Decca Navigator Company
- Rolls-Royce Limited
- Shell Aviation Limited

 Svizzera
- Globe Air

### Militari
Giordania
- Al-Quwwat al-Jawwiyya al-malikiyya al-Urdunniyya

 Marocco
- Al-Quwwat al-Jawwiyya al-Malikiyya al-Maghribiyya

## Velivoli attualmente esistenti
Un "Elizabethan", il Christopher Marlowe (G-ALZO c/n 5226), è conservato presso l'Imperial War Museum Duxford.